# محمدية (كاشمر)
محمدية هي قرية في مقاطعة كاشمر، إيران. عدد سكان هذه القرية هو 1,341 في سنة 2006.